# Paul Palén
Paul Palén, właśc. Anders Gustaf Paulus Palén (ur. 4 kwietnia 1881 w Garpenbergu, zm. 23 października 1944 w Sztokholmie) – szwedzki strzelec sportowy, mistrz i wicemistrz olimpijski.

## Kariera sportowa
Brał udział w igrzyskach olimpijskich w 1912 roku, startując łącznie w 3 konkurencjach. W pistolecie dowolnym z 50 metrów zajął 36. miejsce. W dwóch pozostałych konkurencjach był jednak na podium. W pistolecie pojedynkowym z 30 metrów uplasował się na drugim miejscu (przegrał tylko z Alfredem Lane'em), natomiast w zawodach drużynowych zwyciężył i zdobył tytuł mistrza olimpijskiego (wraz z Vilhelmem Carlbergiem, Erikiem Carlbergiem i Johanem Hübnerem von Holstem).